# Oláh Tamás (jégkorongozó)
Oláh Tamás (Budapest, 1883. április 14. – Budapest, 1967. január 10.) magyar jégkorongozó.

## Pályafutása
Klubcsapata a Budapesti Korcsolyázó Egylet volt. Válogatott játékosként az 1927-es jégkorong Európa-bajnokságon képviselte Magyarországot, ahol öt mérkőzésen szerepelt.